# Ценкова
Ценкова (словен. Cenkova) — поселення в общині Церквеняк, Подравський регіон‎, Словенія.